# Zoltán Friedmanszky
Zoltán Friedmanszky (22. října 1934, Ormosbánya – 31. března 2022) byl maďarský fotbalista, útočník. Po skončení aktivní kariéry působil jako trenér.

## Fotbalová kariéra
Začínal v týmu Szombathelyi Haladás.
V maďarské lize hrál za Ferencvárosi TC, se kterým získal dva mistrovské tituly a jedno vítězství v poháru. Nastoupil v 91 ligových utkáních a dal 36 ligových gólů. V Poháru vítězů pohárů nastoupil ve 2 utkáních a dal 2 góly a ve Veletržním poháru UEFA nastoupil ve 4 utkáních a dal 2 góly. Byl členem maďarské reprezentace na Mistrovství světa ve fotbale 1958, ale v utkání nenastoupil a zůstal jen mezi náhradníky. Za reprezentaci Maďarska nikdy nenastoupil.

## Ligová bilance
| Ročník                   | Zápasy | Góly | Klub            |
| ------------------------ | ------ | ---- | --------------- |
| 1. maďarská liga 1953    | 26     | 7    | Ferencvárosi TC |
| 1. maďarská liga 1954    | 21     | 5    | Ferencvárosi TC |
| 1. maďarská liga 1955    | 21     | 7    | Ferencvárosi TC |
| 1. maďarská liga 1956    | 22     | 4    | Ferencvárosi TC |
| 1. maďarská liga 1957    | 11     | 3    | Ferencvárosi TC |
| 1. maďarská liga 1957/58 | 25     | 9    | Ferencvárosi TC |
| 1. maďarská liga 1958/59 | 26     | 4    | Ferencvárosi TC |
| 1. maďarská liga 1959/60 | 24     | 2    | Ferencvárosi TC |
| 1. maďarská liga 1960/61 | 23     | 5    | Ferencvárosi TC |
| 1. maďarská liga 1961/62 | 26     | 7    | Ferencvárosi TC |
| 1. maďarská liga 1962/63 | 26     | 5    | Ferencvárosi TC |
| 1. maďarská liga 1963    | 13     | 5    | Ferencvárosi TC |
| 1. maďarská liga 1964    | 24     | 7    | Ferencvárosi TC |
| 1. maďarská liga 1965    | 23     | 7    | Ferencvárosi TC |
| 1. maďarská liga 1966    | 18     | 4    | Ferencvárosi TC |
| 1. maďarská liga 1967    | 3      | 1    | Ferencvárosi TC |
| 1. maďarská liga 1968    | 14     | 2    | Ferencvárosi TC |
| CELKEM 1. maďarská liga  | 346    | 84   |                 |